# This is War (singel Thirty Seconds to Mars)
This Is War – drugi singel promujący trzeci album zespołu Thirty Seconds to Mars, This Is War (2009). Został wydany 26 marca 2010 roku.

## Data ukazania się na rynku w poszczególnych krajach
| Kraj              | Data          | Wytwórnia        |
| ----------------- | ------------- | ---------------- |
| Austria           | 26 marca 2010 | EMI Music        |
| Włochy            | 26 marca 2010 | EMI Music/Virgin |
| Niemcy            | 26 marca 2010 | EMI Music        |
| Szwajcaria        | 26 marca 2010 | EMI Music        |
| Wielka Brytania   | 28 marca 2010 | EMI Music/Virgin |
| Stany Zjednoczone | 28 marca 2010 | EMI Music/Virgin |

## Notowania
| Notowanie (2009)                          | Najwyższa pozycja |
| ----------------------------------------- | ----------------- |
| Canadian Hot 100                          | 67                |
| UK Singles Chart                          | 120               |
| U.S. Billboard Hot Digital Songs          | 33                |
| U.S. Billboard Hot 100                    | 72                |
| Notowanie (2010)                          | Najwyższa pozycja |
| Austrian Singles Chart                    | 73                |
| Dutch Tipparade                           | 15                |
| German Singles Chart                      | 79                |
| UK Singles Chart                          | 51                |
| U.S. Billboard Rock Songs                 | 4                 |
| U.S. Billboard Hot Mainstream Rock Tracks | 30                |
| U.S. Billboard Alternative Songs          | 1                 |